# Żywia (prasa)
Żywia – konspiracyjny miesięcznik, organ Ludowego Związku Kobiet, wydawany w latach 1942–1945 w Warszawie.